# 細渕武揚
細渕 武揚（ほそぶち たけあき、1975年2月21日 - ）はラジオ日本のアナウンサー。埼玉県浦和市（現：さいたま市）出身。血液型B型。埼玉県立春日部高等学校卒、中央大学卒。既婚。

## プロフィール
大学時代にラジオたんぱ（現・ラジオNIKKEI）の『レースアナウンサー養成講座』第3期を受講し、後に『競馬実況中継』で同僚となる宇野和男の指導を受ける。
1998年（平成10年）、アール・エフ・ラジオ日本にアナウンサーとして入社。 同期のアナウンサーには佐藤一司がいる。 入社直後から『競馬実況中継』で下積みを経験し、一方で『ジャイアンツナイター』にも出演。さらに『横浜国際女子駅伝』『東京マラソン』『全国高校サッカー』など他競技も含め、スポーツ中継の司会や実況を中心に担当した。

競馬ではディープインパクトが三冠を達成した2005年の菊花賞を、京都競馬場から実況した。
2008年（平成20年）、第29回NNSアナウンス大賞ラジオ部門大賞を受賞。翌2009年に結婚するが、この時現在の妻と出会ってからわずか1か月でプロポーズしたというエピソードが『オトナの情報マガジン』でたびたび話題となる。ちなみに独身時代にはラジオ日本OBの先輩アナウンサー山田透が仕切っていた『山田とおる商店営業中!』でお見合い企画に出演していた。
2010年（平成22年）、入社13年目で初めてとなる第77回日本ダービーを実況。2013年の第79回以降は、2018年まで6年連続でダービーを実況している。
趣味は日本語の研究など。座右の銘は「いつも心にゆとりと太陽を。あなたには愛を」。

## 担当番組
- おはよう歌一番（火・水曜 4:00）
- ラジオ日本ニュース（水曜日中）
- ラジオ日本 土曜・日曜競馬実況中継
- ラジオ日本ジャイアンツナイター 実況
- スポーツ実況全般

## 過去の担当番組
- ガイジンさん大指摘!爆笑!日本人の急所!（土曜）
  - 番組冒頭の自己紹介の際に「『ウーヤン・マサラップ』細渕です」と述べていた。「ウーヤン」というのは名前の「武揚」を中国語読みしたもので、「マサラップ」というのはゲストのガルシアさんによる命名でフィリピンの言葉で「おいしい」という意味である。
- 山田とおる商店営業中!
- オトナの情報マガジン（2009年度より火曜担当）
- よこはま物語
- 日本満喫ラジオ紀行〜ときめきJAPAN→日本満喫☆たびロード（土曜 21:30）
- オフもわいわいジャイアンツナイター（木曜担当）
- 菅原明子のエッジ・トーク 進行役